# 빅톤 (음악가)
이대성(1981년 8월 14일 ~ )은 예명 빅톤(BIGTONE)이라고 잘 알려진 대한민국의 가수, 음악 프로듀서, 작곡가, 작사가이다. 2007년 최필강, 이한결과 함께 아이엠(iM)이라는 3인조 그룹으로 데뷔하며 앨범 Be My 1004을 발표하였다. 2008년에는 최필강과 함께 해피 페이스(Happy Face)라는 이름으로 듀엣으로 2010년까지 활동하였다.